# Le Plessis-Grohan
Plessis-Grohan – miejscowość i gmina we Francji, w regionie Normandia, w departamencie Eure.
Według danych na rok 1990 gminę zamieszkiwało 625 osób, a gęstość zaludnienia wynosiła 75 osób/km² (wśród 1421 gmin Górnej Normandii Plessis-Grohan plasuje się na 378 miejscu pod względem liczby ludności, natomiast pod względem powierzchni na miejscu 442).